# Nathan Brown
Nathan Brown (Colorado Springs, Colorado, 7 de juliol del 1991) és un ciclista estatunidenc professional des del 2010 i actualment a l'equip Cannondale-Drapac.

## Palmarès
- 2008
  - 1r al Trofeu Centre Morbihan
  - Vencedor d'una etapa als Tres dies d'Axel
  - 1r a la Copa de les Nacions d'Abitibi i vencedor d'una etapa
- 2008
  - 1r al Tour del País de Vaud i vencedor d'una etapa
- 2011
  -  Campió dels Estats Units sub-23 en contrarellotge
  - Vencedor d'una etapa al Tour de Guadalupe
- 2013
  -  Campió dels Estats Units sub-23 en contrarellotge
  - 1r al Tour de Beauce

### Resultats a la Volta a Espanya
- 2014. 85è de la classificació general

### Resultats al Giro d'Itàlia
- 2015. 67è de la classificació general
- 2016. 48è de la classificació general
- 2018. 52è de la classificació general
- 2019. 67è de la classificació general

### Resultats al Tour de França
- 2017. 43è de la classificació general